# La visita del rencor
La visita del rencor (en inglés, The visit y en alemán Der Besuch) es una coproducción entre Francia, Italia, Alemania y Estados Unidos, distribuida por 20th Century Fox. El film fue dirigido por Bernhard Wicki, producida por Darryl F. Zanuck y Julien Derode, y con actuación principal de Ingrid Bergman y Anthony Quinn. El guion fue escrito por Ben Barzman, adaptación de la obra de Friedrich Dürrenmatt Der Besuch der alten Dame de 1956.

## Argumento
Karla Zachanassian (Ingrid Bergman), es una mujer extremadamente rica que vuelve al pueblo donde tuvo que huir unos años antes. Tuvo un hijo con Serge Miller (Anthony Quinn), que no aceptó ser el padre. El propósito de su visita quiere hacer un trato con los habitantes del lugar: dará una gran cantidad de dinero a quien mate Miller. 
Al principio reacios, finalmente aceptan el arreglo y Miller es condenado a muerte. En el último momento, Karla detiene la ejecución y les dice a los ciudadanos que tendrán que vivir con la culpa de su elección el resto de sus vidas.

## Reparto
- Ingrid Bergman como Karla Zachannassian
- Anthony Quinn como Serge Miller
- Irina Demick como Anya
- Claude Dauphin as Bardick
- Paolo Stoppa como Doctor
- Romolo Valli como pintor
- Valentina Cortese como Mathilda Miller
- Eduardo Ciannelli como posadero
- Jacques Dufilho como Pescador
- Leonard Steckel como Sacerdote
- Ernst Schröder como Mayor
- Fausto Tozzi como Darvis
- Hans Christian Blech como Capitán Dobrik
- Lelio Luttazzi como Primer Idler
- Marco Guglielmi como Chesco
- Renzo Palmer como Conductor
- Dante Maggio como Cadek
- Richard Münch como profesor

## Temática
Dürrenmatt subraya que La visita es una tragicomedia. Sin embargo, es un estudio de los elementos más oscuros de la naturaleza humana. Los temas de la película, al igual que con la obra, son la codicia, la venganza y la corrupción y el hecho de que el dinero puede comprar cualquier cosa, incluso la justicia. El poder que proviene del dinero puede conducir al odio, incluso al asesinato y al colapso de la moral ordinaria.

## Premios y distinciones
Premios Óscar
| Año  | Categoría                                  | Persona     | Resultado |
| ---- | ------------------------------------------ | ----------- | --------- |
| 1965 | Mejor diseño de vestuario - Blanco y negro | René Hubert | Nominado  |